# Mercado Común de África Oriental y Austral
El Mercado Común de África Oriental y Austral (COMESA siglas en inglés) es una unión aduanera con veinte miembros que abarca desde Libia hasta Zimbabue. COMESA fue fundada en diciembre de 1994, remplazando la zona preferencial de comercio que existió desde 1981. Nueve de los miembros formaron un tratado de libre comercio en el año 2000. Ruanda y Burundi se unieron a la organización en 2004 y Comoras y Libia en el 2006. 
COMESA es uno de los pilares de la Comunidad Económica Africana. El Secretario General de la COMESA es Sindiso Ngwenya.
En 2008, COMESA convino en expandir la zona de libre comercio incluyendo miembros de otros dos bloques comerciales, la Comunidad Africana Oriental y la Comunidad de Desarrollo de África Austral.
Egipto fue reincorporado.